# Jugoslaviska förstaligan i fotboll 1957/1958
Jugoslaviska förstaligan i fotboll 1957/1958 vanns av NK Dinamo Zagreb, som tog sin tredje titel.
Vid slutet av säsongen åkte fyra lag ur, och inte två som i vanliga fall, då Jugoslaviens fotbollsförbund beslutade sig för att banta ner serien till 12 lag inför kommande säsong.

## Lag
Vid slutet av föregående säsong åkte FK Sarajevo och Lokomotiva ur serien. De ersattes av  Željezničar och RNK Split.
| Lag               | Ort      | Federal enhet              | Placering 1956/1957 |
| ----------------- | -------- | -------------------------- | ------------------- |
| Budućnost         | Titograd | SR Montenegro              | 9                   |
| Dinamo Zagreb     | Zagreb   | SR Kroatien                | 5                   |
| Hajduk Split      | Split    | SR Kroatien                | 3                   |
| OFK Belgrade      | Belgrad  | SR Serbien                 | 6                   |
| Partizan          | Belgrad  | SR Serbien                 | 4                   |
| Radnički Belgrade | Belgrad  | SR Serbien                 | 8                   |
| Röda stjärnan     | Belgrad  | SR Serbien                 | 1                   |
| Spartak Subotica  | Subotica | SR Serbien                 | 12                  |
| RNK Split         | Split    | SR Kroatien                | i.u.                |
| Vardar            | Skopje   | SR Makedonien              | 11                  |
| Velež             | Mostar   | SR Bosnien och Hercegovina | 10                  |
| Vojvodina         | Novi Sad | SR Serbien                 | 2                   |
| NK Zagreb         | Zagreb   | SR Kroatien                | 7                   |
| Željezničar       | Sarajevo | SR Bosnien och Hercegovina | i.u.                |

## Serietabell
| Placering | Klubb             | Pld | W  | D | L  | GF | GA | GD  | Pts | Kvalificering                            |
| --------- | ----------------- | --- | -- | - | -- | -- | -- | --- | --- | ---------------------------------------- |
| 1         | Dinamo Zagreb     | 26  | 15 | 7 | 4  | 53 | 33 | +20 | 37  | Europacupen                              |
| 2         | Partizan          | 26  | 13 | 7 | 6  | 46 | 33 | +13 | 33  |                                          |
| 3         | Radnički Belgrade | 26  | 11 | 6 | 9  | 50 | 38 | +12 | 28  |                                          |
| 4         | Röda stjärnan     | 26  | 10 | 8 | 8  | 45 | 38 | +7  | 28  |                                          |
| 5         | Vojvodina         | 26  | 12 | 3 | 11 | 55 | 32 | +23 | 27  |                                          |
| 6         | Velež             | 26  | 11 | 4 | 11 | 40 | 42 | –2  | 26  |                                          |
| 7         | Vardar            | 26  | 10 | 6 | 10 | 30 | 44 | –14 | 26  |                                          |
| 8         | Željezničar       | 26  | 9  | 7 | 10 | 47 | 44 | +3  | 25  |                                          |
| 9         | Hajduk Split      | 26  | 10 | 5 | 11 | 42 | 43 | –1  | 25  |                                          |
| 10        | Budućnost         | 26  | 8  | 9 | 9  | 30 | 36 | –6  | 25  |                                          |
| 11        | RNK Split         | 26  | 12 | 1 | 13 | 35 | 42 | –7  | 25  | Nedflyttade till Jugoslaviska andraligan |
| 12        | Spartak Subotica  | 26  | 10 | 4 | 12 | 50 | 45 | +5  | 24  | Nedflyttade till Jugoslaviska andraligan |
| 13        | OFK Belgrade      | 26  | 6  | 8 | 12 | 27 | 50 | –23 | 20  | Nedflyttade till Jugoslaviska andraligan |
| 14        | NK Zagreb         | 26  | 5  | 5 | 16 | 31 | 61 | –30 | 15  | Nedflyttade till Jugoslaviska andraligan |

### Mästarna
Dinamo Zagreb (Tränare: Gustav Lechner)
- Ivica Banožić 18 (0)
- Aleksandar Benko 12 (8)
- Tomislav Crnković 25 (0)
- Vladimir Čonč 20 (4)
- Emil Ferković 5 (0)
- Franjo Gašpert 22 (7)
- Drago Hmelina 8 (1)
- Ivan Horvat 26 (0)
- Bernard Hugl 3 (0)
- Gordan Irović 24 (0)
- Dražan Jerković 22 (17)
- Marijan Kolonić 1 (0)
- Mladen Koščak 22 (0)
- Luka Lipošinović 20 (8)
- Željko Matuš 20 (3)
- Zdravko Prelčec 4 (1)
- Branko Režek 24 (2)
- Ivan Šantek 8 (0)

### Fotnoter
1. ↑  Dinamo Zagreb official site